# Johannes Ahlmann
Johannes Ahlmann (* 18. Februar 1851 in Fredericia; † 15. April 1939 in Büdelsdorf) war ein dänischer Kaufmann und Fabrikant.

## Leben und Wirken
Johannes Ahlmann war ein Sohn von Thomas Jörgen Ahlmann (* 4. April 1814 in Gravenstein; † 3. Januar 1892 in Kopenhagen) und dessen Ehefrau Marie Dorothea, geborene Hundewandt (* 9. Oktober 1817 in Dedesdorf; † 30. Januar 1904 in Kopenhagen). Sein Vater arbeitete als Kaufmann und Getreidehändler und hatte mehrere Jahrzehnte eine Niederlassung bei der Carlshütte. Der Großvater mütterlicherseits Johann Hundewandt (1782–1838) besaß einen Hof in Dedesdorf.
Ahlmanns Besuch der Gelehrtenschule in Frederica endete mit der Konfirmation im Jahr 1866. Anschließend erhielt er eine kaufmännische Ausbildung in Kolding. 1869 ging er zur Fortbildung nach Hamburg und arbeitete anschließend in dem von seinem Großvater in Gravenstein aufgebauten Unternehmen. Anfang 1877 rief ihn sein Vater zurück in seine Heimatstadt. 1878 übergab der Vater alle Geschäfte an seinen Sohn und dessen Schwager Dethlef Ohlsen. Das Unternehmen hieß seitdem „Ohlsen & Ahlmann“. Ahlmann führte insbesondere die Niederlassung bei der Carlshütte. 1879 zog er mit dem Unternehmen nach Kopenhagen, um es besser erweitern zu können. 1882 schied er aus dem Unternehmen aus und zog nach Büdelsdorf. Ab Anfang 1883 arbeitete er als kaufmännischer Direktor und Geschäftsleiter der Carlshütte.
Bei Ahlmanns Dienstantritt hatte die Carlshütte aufgrund der Gründerkrise zunehmende wirtschaftliche Probleme. Dies wurde im Jahr 1876 offensichtlich, als das Unternehmen aufgrund eines guten Auftragbestandes trotz zunehmenden Wettbewerbs die Preise nicht senkte. Gemeinsam mit dem technischen Direktor Wilhelm Meyn fokussierte Ahlmann die Hütte auf den Gießereibetrieb. Außerdem ließ er neue Produkte wie Dauerbrandöfen, Milchzentrifugen und insbesondere emaillierte Badewannen herstellen. Da die Erwartungen hinsichtlich sanitären Komforts in städtischen Wohnungen zunehmen, wurde die Carlshütte weltweit bekannt.
Am 1. April 1919 ging Ahlmann als kaufmännischer Direktor in den Ruhestand und wechselte in den Aufsichtsrat des Unternehmens. Die Geschäftsführung übernahm sein Sohn Julius. Ahlmann selbst erarbeitete in den Jahren danach historische Studien über seine Familie, die Carlshütte und den Flecken Gravenstein, dem er lebenslang nahestand. Nach dem Tod seines Sohnes im Jahr 1931 arbeitete Ahlmann wieder verstärkt für die Carlshütte und beriet seine Schwiegertochter Käte Ahlmann. 1937 hatte er entscheidenden Anteil am Umbau des Unternehmens zu einer Kommanditgesellschaft.
Ahlmann war ein Patriarch, der sich für die Angestellten verantwortlich fühlte. Er ließ Werkswohnungen bauen, gründete 1907 eine Konsumanstalt zur Beschaffung preiswerter Nahrungs- und Gebrauchsmittel, 1909 kam ein Feierabendheim mit Badeanstalt hinzu. 1931 stiftete er das Kapital für ein Altersheim. Über sein Wirken in Büdelsdorf hinaus nahm er nicht am öffentlichen Leben teil.

## Familie
Ahlmann heiratete am 24. Mai 1878 in Hamburg Wilhelmine Julie Olde (* 3. Oktober 1855 in Hamburg; † 2. Februar 1947 in Büdelsdorf). Sie war eine Tochter des Hamburger Viehhändlers Jacob Diedrich Olde (1824–1902) und dessen Ehefrau Juliane, geborene Olde (1829–1910). Das Ehepaar hatte zwei Söhne, darunter Julius Ahlmann.